# 17 Batalion Straży Granicznej
17 Batalion Straży Granicznej – jednostka organizacyjna Straży Granicznej w II Rzeczypospolitej.

## Formowanie i zmiany organizacyjne
Wykonując postanowienia uchwały Rady Ministrów z 23 maja 1922 roku, Minister Spraw Wewnętrznych rozkazem z 9 listopada 1922 roku zmienił nazwę „Bataliony Celne” na „Straż Graniczną”. Wprowadził jednocześnie w formacji nową organizację wewnętrzną. 17 batalion celny przemianowany został na 17 batalion Straży Granicznej.
17 batalion Straży Granicznej funkcjonował w strukturze Komendy Powiatowej Straży Granicznej w Wilnie, a jego dowództwo stacjonowało w Landwarowie. W skład batalionu wchodziły cztery kompanie strzeleckie oraz jedna kompania karabinów maszynowych w liczbie 3 plutonów po 2 karabiny maszynowe na pluton. Dowódca batalionu posiadał uprawnienia dyscyplinarne dowódcy pułku. Cały skład osobowy batalionu obejmował etatowo 614 żołnierzy, w tym 14 oficerów.
W 1923 roku batalion przekazał swój odcinek oddziałom Policji Państwowej i został rozwiązany.

## Służba graniczna
W 1923 zlikwidowany został pas neutralny na granicy z Litwą. Komenda Wojewódzka Straży Granicznej w Wilnie 6 marca 1923 wydała zarządzenie które nakazywało nową obsadę granicy. 7 batalion Straży Granicznej miał oddać swój odcinek 15. i 43 batalionowi SG i przejść do Podbrodzia.
- 17 batalion SG przyjąć miał części odcinka 15 batalionu SG i podzielić swój odcinek batalionowy na cztery pododcinki kompanijne[8]:

1. od Wilii na wysokości m. Surmańce do m. Majdany /wył./ z siedzibą komendy kompanii w Łodzianach
2. od m. Majdany do linii jezior Kotysz i Morgi z siedzibą komendy w Podworańcach
3. od  linii jezior Kotysz i Morgi do m. Użuleje z siedzibą komendy w Rudziszkach na stacji kolejowej
4. od m. Pużuleje (?) do rzeki Spęgła z siedzibą komendy w Klapaczach

Sąsiednie bataliony
- 15 batalion Straży Granicznej ⇔ 4 batalion Straży Granicznej – 1 grudnia 1922[3][9]

## Komendanci batalionu
- p.o. kpt. Leon Moszczeński (IX 1922[10] – )

## Struktura organizacyjna
| Ordre de Bataille 17 batalionu Straży Granicznej w Landwarowie na dzień 14 listopada 1922 | Ordre de Bataille 17 batalionu Straży Granicznej w Landwarowie na dzień 14 listopada 1922 | Ordre de Bataille 17 batalionu Straży Granicznej w Landwarowie na dzień 14 listopada 1922 | Ordre de Bataille 17 batalionu Straży Granicznej w Landwarowie na dzień 14 listopada 1922 | Ordre de Bataille 17 batalionu Straży Granicznej w Landwarowie na dzień 14 listopada 1922 |
| kompanie                                                                                  | 1. Łoździany                                                                              | 2. Troki N                                                                                | 3. Wieliczkowo                                                                            | 4. Rudziaki                                                                               |
| ----------------------------------------------------------------------------------------- | ----------------------------------------------------------------------------------------- | ----------------------------------------------------------------------------------------- | ----------------------------------------------------------------------------------------- | ----------------------------------------------------------------------------------------- |
| placówki                                                                                  | Puchajny                                                                                  | Mieciuny I                                                                                | Osiołki                                                                                   | Cegielnia                                                                                 |
| placówki                                                                                  | Jateluny                                                                                  | Mieciuny II                                                                               | Sejnany                                                                                   | Pupańce                                                                                   |
| placówki                                                                                  | Łoździany                                                                                 | Dobiły                                                                                    | Markieniki I                                                                              | Bejenbały                                                                                 |
| placówki                                                                                  | Barcie                                                                                    | Worotniszki                                                                               | Markieniki II                                                                             | Ulkiszki                                                                                  |
| placówki                                                                                  | Józefów                                                                                   | Dajnówka                                                                                  | Stanisławówka                                                                             | Rudziszki                                                                                 |
| Ordre de Bataille 17 batalionu Straży Granicznej w Landwarowie w marcu 1923               |                                                                                           |                                                                                           |                                                                                           |                                                                                           |
| kompanie                                                                                  | 1. Łodziany                                                                               | 2. Podworańce                                                                             | 3. Rudziszki                                                                              | 4. Klepacze                                                                               |